# Èta-eiland
Èta-eiland is een van de Melchioreilanden in de Palmerarchipel ten westen van het Antarctisch Schiereiland. Het onbewoonde met ijs bedekte eiland bevindt zich in de Dallmannbaai net ten noorden van Omega-eiland. 

## Geschiedenis
Deelnemers aan de vierde Franse Antarctische Expeditie (1903-1905) onder leiding van poolreiziger Jean-Baptiste Charcot dachten dat Èta-eiland en Omega-eiland een eiland vormden dat ze Île Melchior noemden. Èta-eiland werd in 1927 in kaart gebracht door de Britse Discovery Investigations. De huidige naam die is ontleend aan èta, de zevende letter van het Griekse alfabet, verschijnt voor het eerst in 1946 op kaarten die zijn gemaakt tijdens de Argentijnse expedities in 1942 en 1943. In Argentinië is het eiland ook bekend als Isla Piedrabuena en is vernoemd naar de Argentijnse zeevaarder Luis Piedrabuena (1833-1883).